# Phyllastrephus poensis
Phyllastrephus poensis é uma espécie de ave da família Pycnonotidae.
Pode ser encontrada nos seguintes países: Camarões, Guiné Equatorial e Nigéria.
Os seus habitats naturais são: regiões subtropicais ou tropicais húmidas de alta altitude.